# 鑽菱鯛
鑽菱鯛為輻鰭魚綱鱸形目羊魴科的其中一種，分布於澳洲西部及北部海域，棲息深度400-550公尺，體長可達11公分，棲息在大陸坡。